# Sygnatura (historia książki)

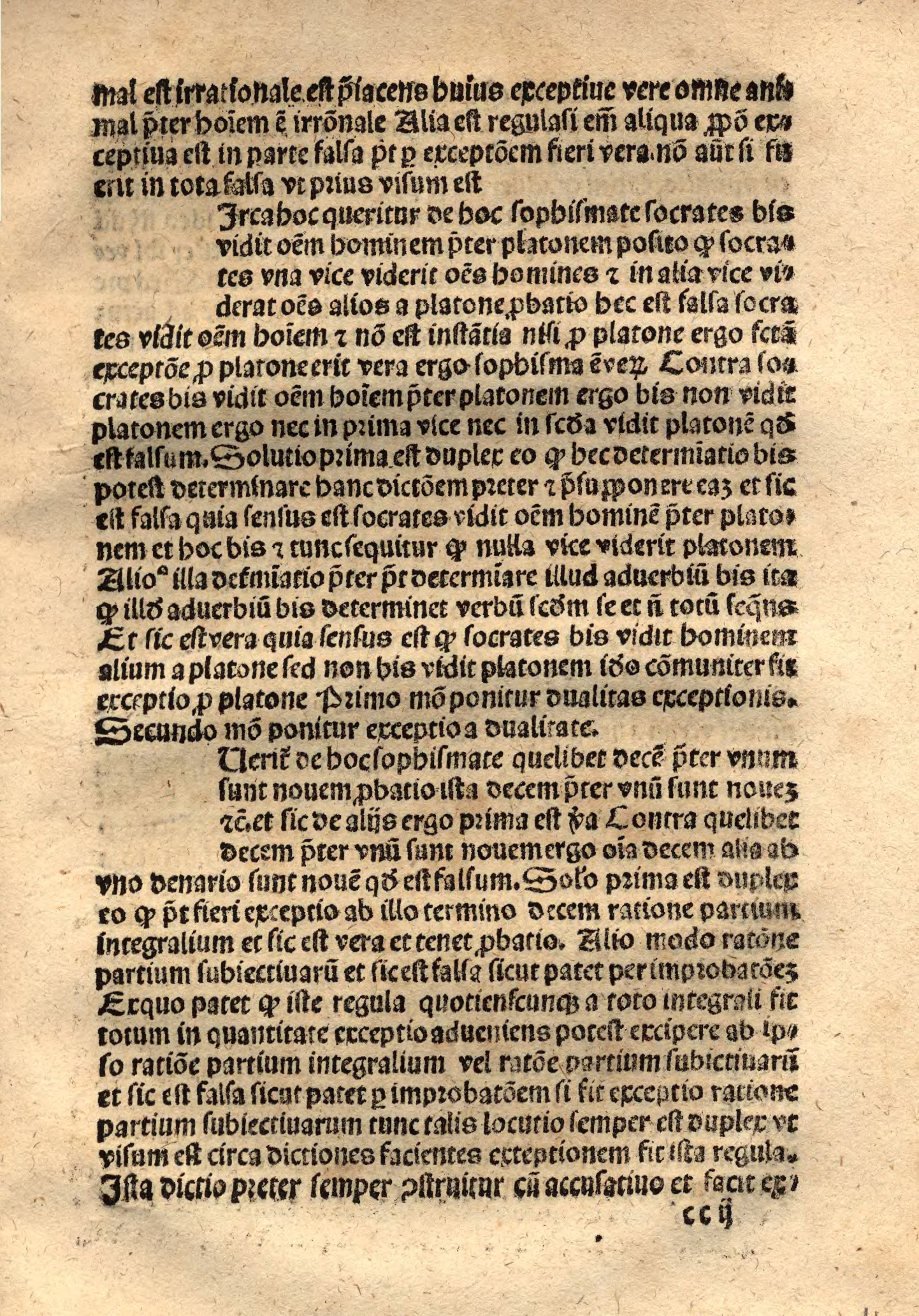
W prawym dolnym rogu widoczna sygnatura (tu: oznaczenie „cc iij”)

Sygnatura – oznaczenie kolejności składek przy pomocy kolejnych liczb lub liter, umieszczonych niedaleko brzegu strony, stosowane przy produkcji starodruków,  mające na celu ułatwienie bezbłędnego szeregowania składek. 
W przypadku książek rękopiśmiennych oznaczenie kolejności składek za pomocą liter lub cyfr nosi nazwę kustosza (kustody). Sygnatura jest to zatem termin dotyczący wyłącznie książki drukowanej. 
Użycie sygnatur i kustoszy zostało wyparte około XVI wieku przez foliację i paginację, rozwiązując problem szeregowania składek przy produkcji książki.